# Francisco Manuel Rui-Gómez
Francisco Manuel Rui-Gómez y Domínguez, v marqués de San Isidro (La Coruña, 28 de septiembre de 1804 – Durango, 5 de agosto de 1885) fue un noble, político, militar y erudito español. Fue además señor de Benafarces y Lobones, conde consorte de Taboada, Gran Cruz de la Orden de San Hermenegildo, Gran Cruz del Mérito Militar de 1.ª clase, caballero de la Orden de Santiago y de la Orden de San Juan de Jerusalén entre otros títulos.
Apreciado gentilhombre de cámara con ejercicio de la reina Isabel II cuando esta contaba con apenas catorce años, y con la que gozaba de una estrecha relación que terminaría por convertirse en una admiración cuasi-paternal. Fue artífice del arreglo del real matrimonio entre la joven reina y su primo carnal Francisco de Asís de Borbón en 1846 y posteriormente de su sucesor, Alfonso XII, con María Cristina de Austria en 1879.
El marqués de San Isidro vivió el reinado de seis monarcas, desde Carlos IV hasta Alfonso XII, sirviendo a más reyes que ningún estadista en la historia moderna de España. Su afán monárquico, desafiado por la inestabilidad del país en el siglo XIX le ganó la consideración del pueblo y lo convirtió en un arquetipo del noble ejemplar.
En el ámbito personal, fue referido entre la corte como:

Un refinado y elegante caballero, puntual y celoso en el cumplimiento de sus deberes militares. Se hace apreciar de cuantos le conocen por su distinguido trato y apreciables cualidades.

## Biografía

### Primeros años
Vástago de familia con acendrado e influyente arraigo en León, nació y recibió bautismo el 28 de septiembre de 1804 en La Coruña al hallarse entonces de servicio en esa plaza su padre Francisco de Paula Rui-Gómez y de la Quintana, iv marqués de San Isidro, mariscal de campo natural de Sopeñano, hijo a su vez de Lucas Ruigómez y de Entrambasaguas, caballero de la Orden de Santiago nacido en Hoz de Mena en 1715.

### Carrera militar
En seguimiento de los pasos de su predecesor, optó por la carrera militar, graduándose como subteniente del Regimiento provincial de León con la mayoría de edad apenas cumplida. Su carrera militar comenzó el 2 de julio de 1824, como subteniente de granaderos del regimiento provincial de León y desde el primer mes desempeñó interinamente el empleo de ayudante, hasta el final de diciembre, cuando salió con la expresada compañía de granaderos de su regimiento al servicio de la Guardia Real. Rui-Gómez fue inmediatamente promovido a rangos superiores con frecuencia. En 1825 fue nombrado teniente de Fusileros del regimiento de León y más tarde capitán de Granaderos, hasta que en septiembre de ese mismo año se le nombra, por Real Despacho, ayudante del 2.º batallón del 1.er regimiento de Granaderos de la Guardia Real de infantería. Al mando de su compañía, fue ordenado cubrir el camino Del Real Sitio de San Ildefonso, durante la permanencia de Isabel II, mereciendo la aprobación del comandante General de la Guardia Real todas las disposiciones que adoptó, habiendo hecho diferentes aprehensiones de malhechores durante el tiempo que permaneció en esta comisión. Obtuvo los empleos de teniente y capitán a la temprana edad de 19 años.

Grandes armas del v marqués de San Isidro

En 1826 fue nombrado ayudante de campo del comandante general de la Guardia Real e inspector del arma, en cuyo destino permaneció hasta el 23 de junio de 1827, año en el que fue nombrado capitán de la 4.ª compañía de fusileros de León.
En 1828, tras el fallecimiento de su padre Francisco de Paula Rui-Gómez, hereda el título de marqués de San Isidro, y es nombrado por Real Despacho, coronel del regimiento de Plasencia, pasando por consecuencia de este nombramiento a incorporarse a este cuerpo. Continuó en la misma ciudad y en el Campo de Gibraltar, donde a las órdenes del comandante general del mismo, y capitán general de Andalucía, prestó importantes servicios en los movimientos de sublevación que ocurrieron, por lo que fue recomendado a la reina en diferentes ocasiones por dichos superiores, logrando ser nombrado Coronel de infantería. Años más tarde, en 1830, asciende al grado de coronel, llegando a ser brigadier antes de cumplir una década de servicios. Sirvió en Tarifa hasta septiembre de 1831, cuando pasó con su regimiento a Cádiz.
A la cabeza del Regimiento de León, estuvo el marqués de San Isidro destinado en Las Vascongadas. En una real orden del 18 de junio, pasó a situarse con su regimiento a la costa del Señorío de Vizcaya con el fin de desempeñar la comisión que se le encargo vigilar, bloqueando toda comunicación de los puertos vascos con el resto de puertos de España. El 10 de septiembre, se previno de retirarse con sus compañías a la ciudad de Orduña. El Virrey de Navarra y Capitán general de Guipúzcoa nombró a Rui-Gómez comandante de armas de Orduña y de un radio de seis leguas. Días más tarde, pasó con tres de sus compañías a la villa de Azcoitia, donde estuvo hasta ocupar el puesto de jefe del cordón sanitario en Navarra, así como vigilante de la frontera con Francia y de Ordaz y Zugarramurdi.
Continuó en la misma ciudad y en el Campo de Gibraltar, donde a las órdenes del comandante general del mismo, y capitán general de Andalucía, prestó importantes servicios en los movimientos de sublevación que ocurrieron, por lo que fue recomendado a la reina en diferentes ocasiones por dichos superiores, logrando ser nombrado Coronel de infantería. Sirvió en Tarifa hasta septiembre de 1831, cuando pasó con su regimiento a Cádiz.

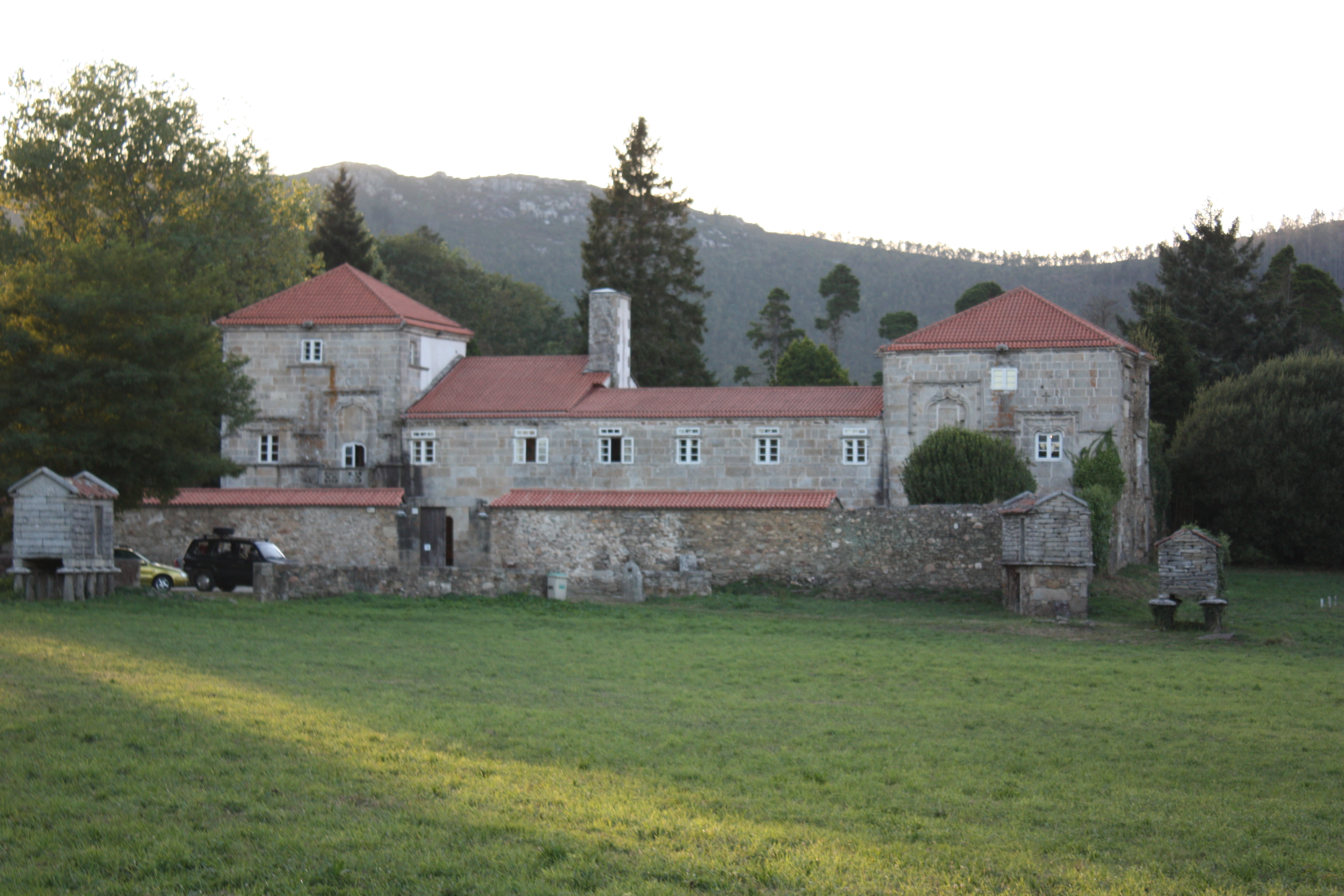
Torres do Allo, residencia del marqués de San Isidro en Zas, La Coruña

En 1833, Santiago Wall, conde de Armíldez de Toledo, al pasar revista de inspección al regimiento de León, le manifestó al rey Fernando VII:
«Quedó verdaderamente satisfecho por haber encontrado este regimiento en el estado más brillante de instrucción y disciplina, sin falta alguna que notar, por lo que sin duda le recomiendo al Ilmo. Sr. marqués de San Isidro a Su Majestad.»
El 31 de mayo, fue nombrado diputado por la ciudad de León, de cuyo ayuntamiento era regidor perpetuo, con voz en Cortes, para asistir en nombre de la provincia a la jura de la princesa Isabel como primogénita y heredera a La corona española. Con fecha de 10 de julio, fue promovido al empleo de Brigadier de infantería, prosiguiendo con su regimiento y custodiando la plaza de Cartagena y sus castillos, cuyo mayor interés eran las municiones y armas en su interior guardadas.
Con dicha gran responsabilidad, estuvo poco más de dos años sirviendo en la guarnición en Cartagena y control de enfermedades e infecciones en la región de Lorca. Desde ahí pasó en 1836 a ocupar un puesto en cuartel general hasta 1862. Durante sus años en cuartel, fue condecorado con diversas distinciones: Gentilhombre de cámara en 1844, cruz de la Orden de San Juan de Jerusalén en 1846, cruz sencilla de la Orden de San Hermenegildo y caballero de dicha orden (1849 y 1862).
Su mayor hazaña como militar consistió en la persecución de la facción del cabecilla Bronchi, a la que derrotó por completo. Como consecuencia, logró aprehender a este en las inmediaciones de la ciudad de Lorca. Durante estas operaciones fue nombrado comandante de armas de Lorca, y una vez concluidas regresó a Cartagena.

### Carrera política
Más aún que su mérito militar (la comandancia de armas de Orduña, la jefatura del “cordón sanitario del Baztán” y una distinción con la Cruz de Fidelidad Militar, todo ello datado en 1832, entonces lo más notable de su expediente), el hecho de asistir como diputado por León a las Cortes que en 1833 tomaron juramento como heredera de la Corona a la entonces princesa Isabel fue razón fundamental para la extensión del real despacho que acto seguido le propició el referido encumbramiento.
Afiliado al moderantismo, bajo esa divisa representó en Cortes al distrito leonés de Valencia de Don Juan durante casi toda la década de 1850, y, tras un período de ostracismo de esa vicaría durante la primera etapa de la Unión Liberal —en el que, sin embargo, fue diputado provincial madrileño (1858)—, aún reeditó la diputación por León, hasta sumar en conjunto seis actas, un par de legislaturas de la primera mitad de la década de 1860. Designado senador vitalicio a finales de 1864, dicho nombramiento fue entonces discutido desde algún sector de prensa por entenderlo digno pero carente de la «debida consideración« que el puesto requería; con todo, no obstaría esa crítica para que ya en la Restauración —etapa de militancia conservadora— reiterase por triplicado ese estatus senatorial, con carácter electivo primero (1876 y 1877) y desde el 12 de febrero de 1878 de nuevo con el de vitalicio, viendo coronada toda esa trayectoria  con la Gran Cruz de la Orden del Mérito Militar que le fue conferida en 1880. Definido entonces como «persona muy apreciable por su esmerada educación y militar muy instruido y de profundos conocimientos», aunque falleció fuera de Madrid su cadáver fue trasladado a la capital en cumplimiento de la disposición testamentaria de ser inhumado en el Cementerio de San Isidro.
Rui-Gómez fue también miembro y asociado al prestigioso Ateneo de Madrid, lugar de concentración de los eruditos y filósofos españoles.

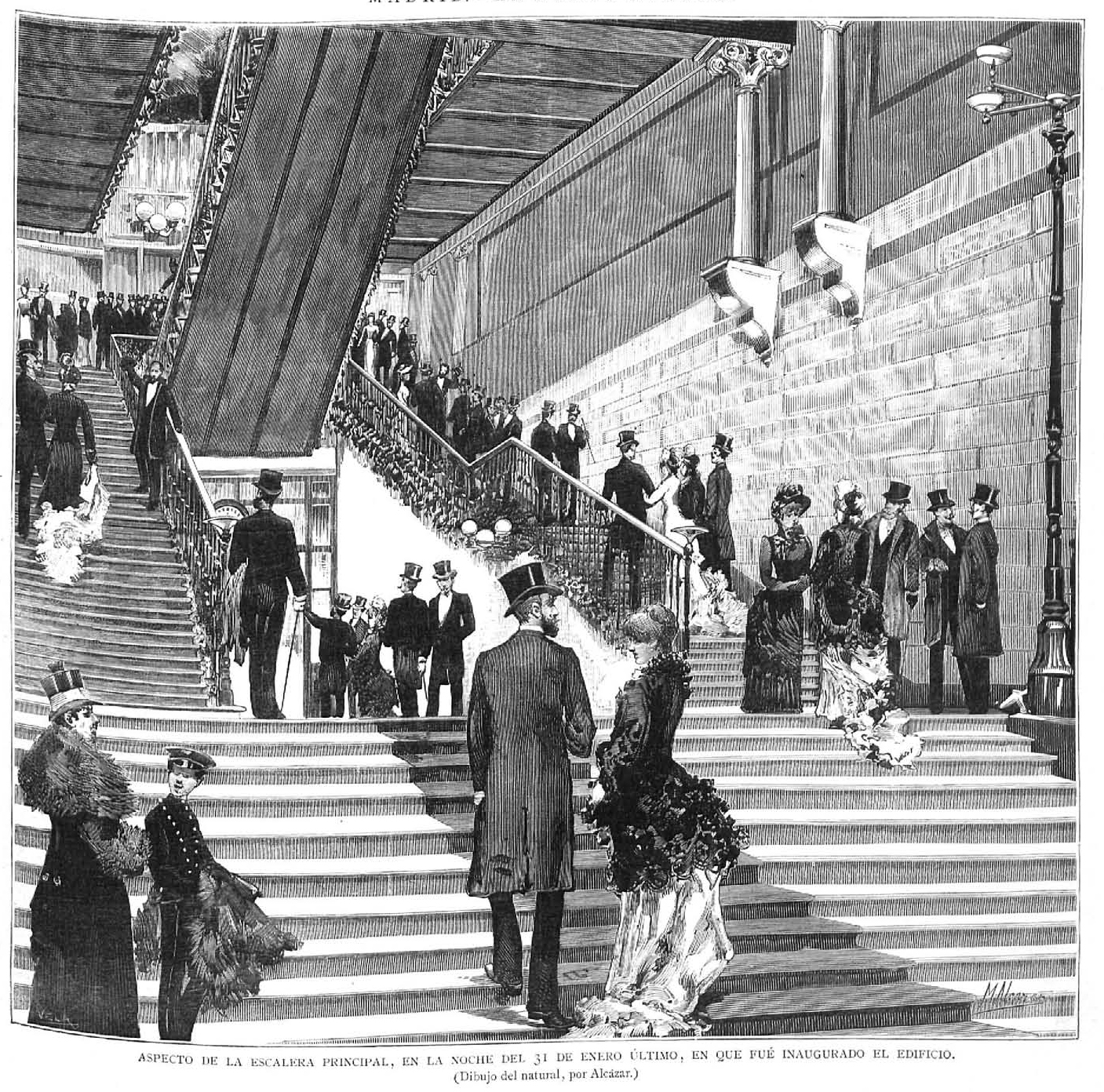
Aspecto de la escalera principal del nuevo Ateneo de Madrid en su inauguración en 1884, La Ilustración Española y Americana

### Matrimonio y descendencia
El marqués de San Isidro contrajo matrimonio con María del Carmen Riobóo y Roldán, condesa de Taboada. Fruto de este matrimonio nació un hijo en 1830, Nicolás Rui-Gómez y Riobóo. A mediados de 1839 enviudaría Rui-Gómez tras la muerte de su mujer. Tres décadas más tarde, su hijo Nicolás, casado con Francisca de Riobóo, propietaria de las Torres de Allo en Zas, falleció prematuramente. La mujer viuda de este, contrajo matrimonio en segundas nupcias en 1869 con Víctor López Seoane y Pardo-Montenegro, ilustre naturalista gallego.
Al morir su único hijo, el título de marqués de San Isidro no encontraría sucesor alguno pese a los intentos de la reina María Cristina de rehabilitarlo, con grandeza de España, en la persona de su sobrino.

### Últimos años
En 1876, fue nombrado senador por la provincia de León. Dos años más tarde, fue nombrado senador vitalicio, cargo el cual ocupó hasta su muerte en 1885.
Falleció poco después de los 79 años, el 5 de agosto de 1885 en Durango (Vizcaya), a las nueve de la noche, como consecuencia de una Bronquitis crónica.